# يوم مسحلان
يوم مسحلان وهو أحد أيام العرب في الجاهلية.

## نبذة
غزا ربيعة بن زياد الكلبي في جيش من قومه، فلقي جيشا لبني شيبان  عامتهم بنو أبي ربيعة، فاقتتلوا قتالا شديدا، فظفرت بهم بنو شيبان  فهزموهم وقتلوا منهم مقتلة عظيمة، وذلك يوم مسحلان، وأسروا ناسا كثيرا، وأخذوا ما كان معهم. وكان رئيس شيبان هؤلاء حيان بن عبد الله بن قيس المحلمي، وقيل: كان رئيسهم زياد بن مرثد من بني أبي ربيعة، فقال شاعرهم:
سائل ربيعة حيث حل بجيشه مع الحي كلب حيث لبت
فوارسه عشية ولى جمعهم فتتابعوا
فصار إلينا نهبه وعوانسه
ثم إن الربيع بن زياد الكلبي نافر قومه وحاربهم فهزموه. فاعتزلهم وسار حتى حل ببني شيبان، فاستجار برجل اسمه زياد  من بني أبي ربيعة، فقتله بنو أسعد بن همام، ثم إن بني شيبان حملوا ديته إلى كلب مائتي بعير فرضوا.